# Cayo Levisa
Pour les articles homonymes, voir Cayo.
Le cayo Levisa est une caye située dans le golfe du Mexique, sur le littoral nord-ouest de Cuba. Il appartient administrativement à la province de Pinar del Río.

## Situation
Le cayo Levisa fait partie de la municipalité de La Palma, province de Pinar del Río,. Il fait aussi partie de l'archipel des Colorados, dans lequel il est facilement repérable grâce à ses plages formant une ligne blanche très vivide sur son côté nord (photo ci-dessous).

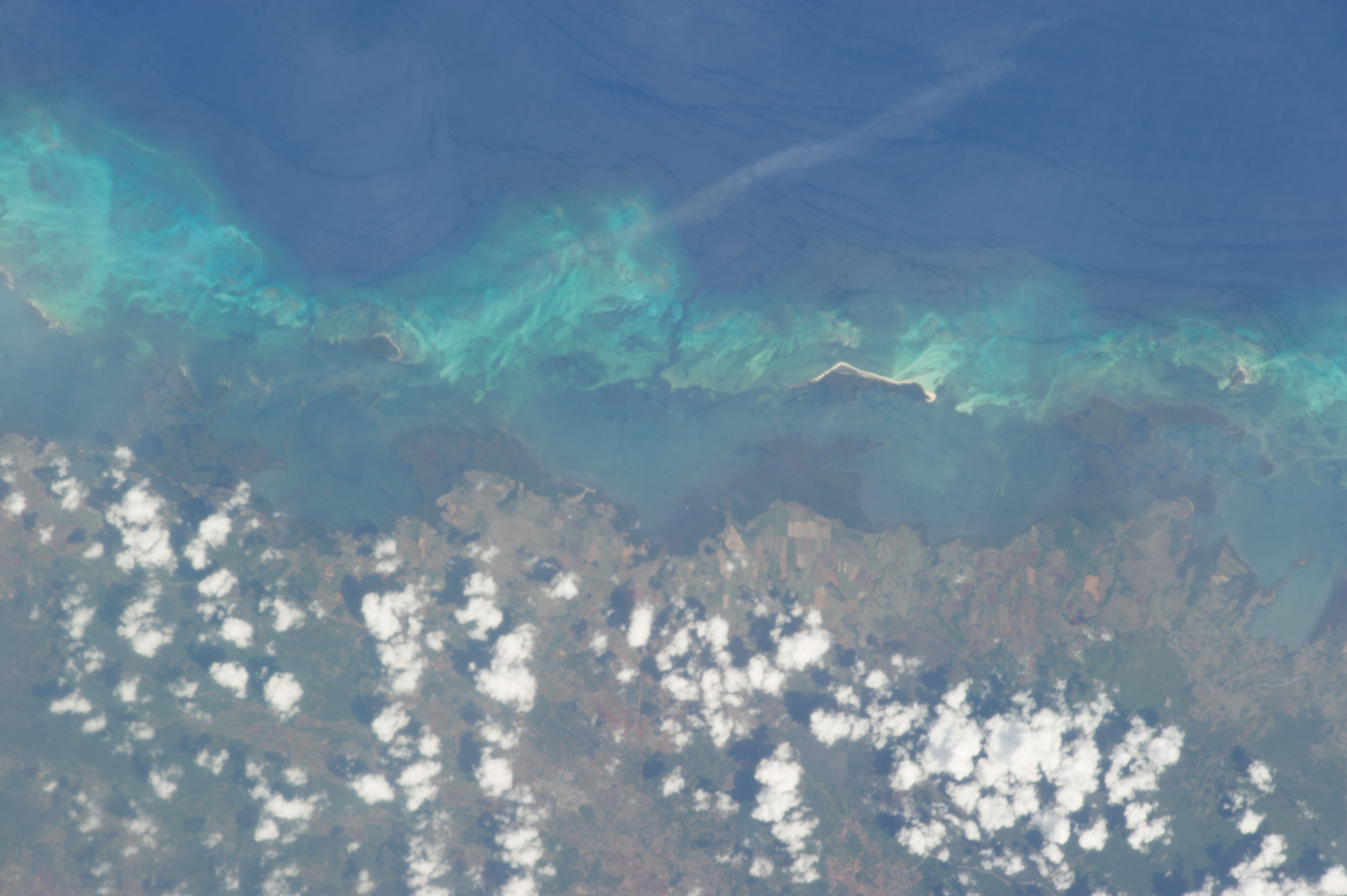

Ne pas confondre avec le cayo Levisa du Jardines de la Reina, côte sud de Camagüey, ou le cayo Levisa de l'archipel Sabana-Camagüey sur Sagua la Grande (côte nord, Villa Clara).

## Description
L'île, d'une superficie de 2,5 km², est située à environ 6,7 km de la côte nord de Cuba. Elle fait partie de partie de l'archipel des Colorados.
La côte nord de l'île fait partie d'une plage de sable fin d'environ 4 km de couleur blanche et très fine, derrière laquelle se trouve une pinède. La partie sud de l'île est recouverte d'une forêt de mangroves inaccessibles.

## Punta Arena
La pointe Est de l'île (Punta Arena) est accessible par un sentier côtier de 30 minutes, longeant la plage et traversant une forêt morte, détruite par la salinité consécutive de la montée du niveau des océans, témoin du rétressivement de l'île et sa probable disparition à la fin du siècle.

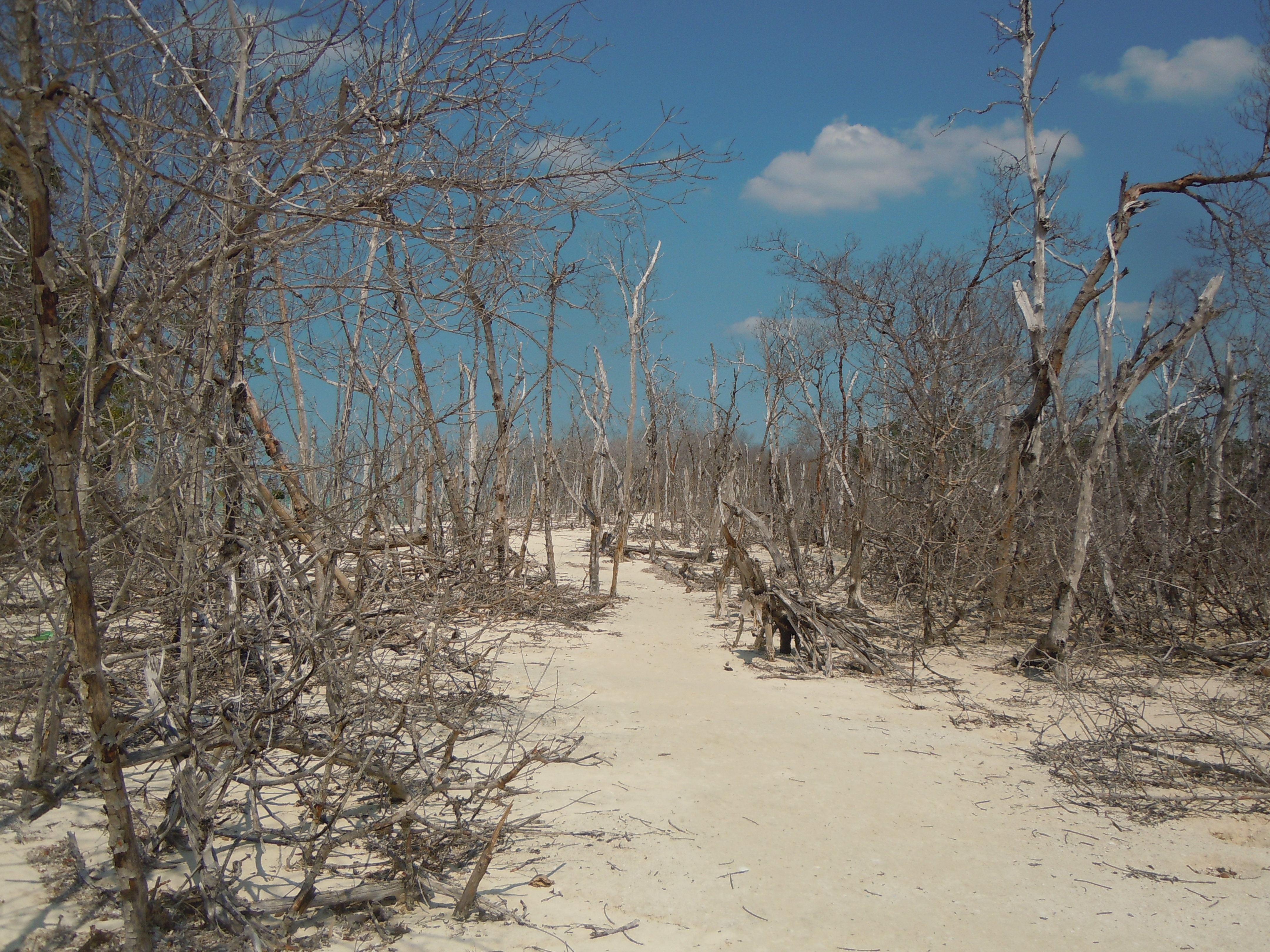
Sentier côtier menant à Punta Arena
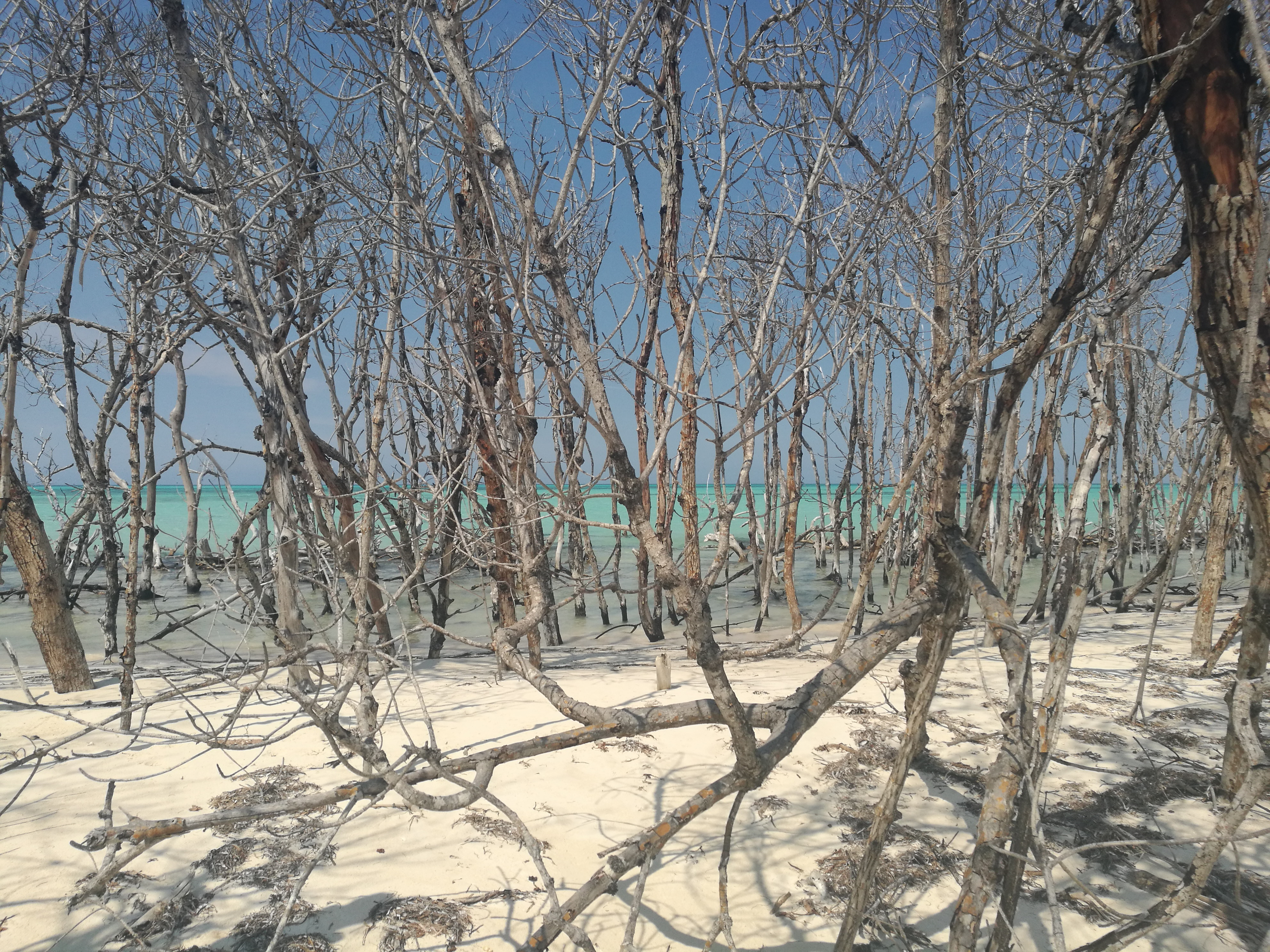
Forêt morte en bord de mer.
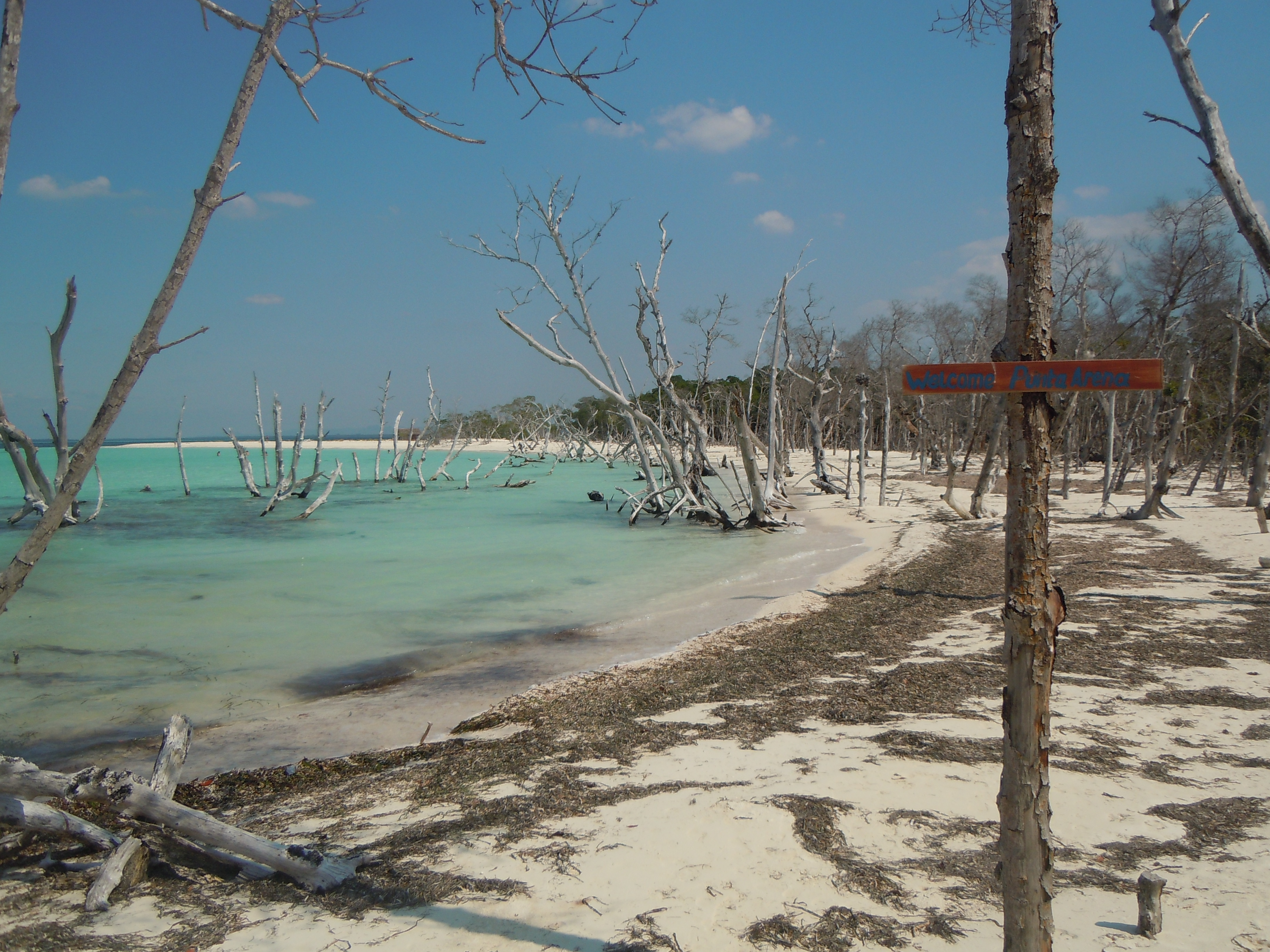
Punta Arena
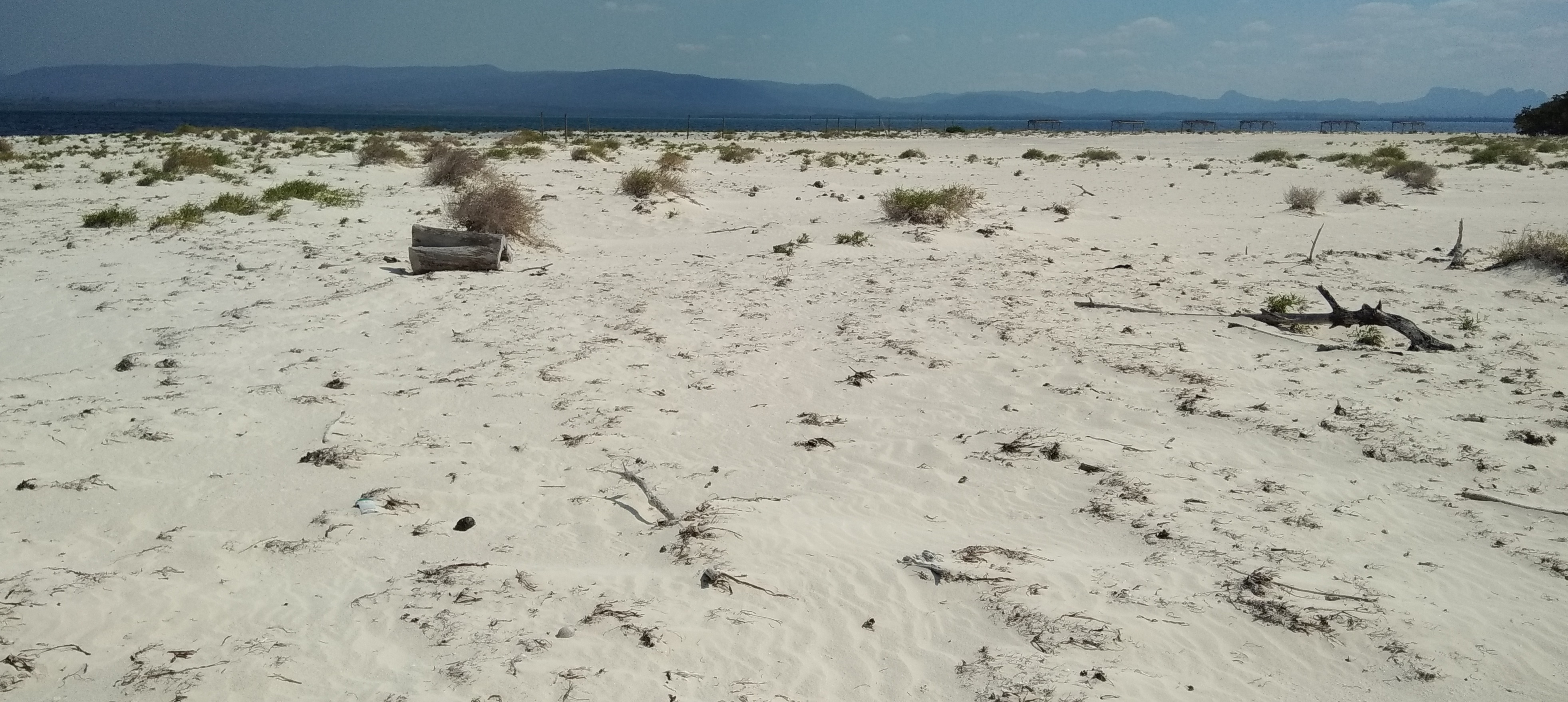
Les anciennes installations touristiques de Punta Arena ont été détruites par les ouragans.